# فرنسيس بيتري
فرنسيس بيتري (بالإنجليزية: Francis Petre)‏ هو مهندس معماري نيوزيلندي، ولد في 27 أغسطس 1847 في لور هوت في نيوزيلندا، وتوفي في 10 ديسمبر 1918 في دنيدن في نيوزيلندا.